# Gene Lockhart
Gene Lockhart, född 18 juli 1891 i London i Ontario, död 31 mars 1957 i Santa Monica i USA, var en kanadensisk skådespelare.
Förutom att han framträdde mycket i varietéer och på scen, medverkade han i mer än hundra filmer, och var skicklig i såväl jovialiska som lömska rollkaraktärer. Hans hustru var den engelska skådespelerskan Kathleen Lockhart (1881–1978) och deras dotter skådespelerskan June Lockhart.
För sina insatser inom film och television har han förärats med två stjärnor på Hollywood Walk of Fame vid adresserna 6307 Hollywood Blvd. och 6681 Hollywood Blvd.

## Filmografi i urval
- 1935 – Raskolnikov
- 1936 – I moralens namn
- 1938 – Pappa sökes
- 1938 – Algiers
- 1938 – A Christmas Carol
- 1938 – Kärleksduetten
- 1939 – Triumf
- 1940 – Reuter meddelar
- 1940 – Det ligger i blodet
- 1941 – Vi behöver varann
- 1941 – En bit av himlen
- 1941 – De dog med stövlarna på
- 1941 – Inled oss icke i frestelse
- 1941 – Varg-Larsen
- 1942 – Kvinnohjärtan på villovägar
- 1942 – Vägarnas folk gör revolt
- 1943 – Till nu och för evigt
- 1943 – Skräckdagar i Prag
- 1944 – Vandra min väg
- 1945 – Min är hämnden
- 1945 – Huset vid 92:dra gatan
- 1946 – Den onda ängeln
- 1946 – En skandal i Paris
- 1947 – Det hände i New York
- 1948 – En vrå för två
- 1948 – Jag älskar dig, usling!
- 1948 – Jeanne d’Arc
- 1949 – Madame Bovary
- 1949 – Tomtar på loftet
- 1949 – Äventyrens skepp
- 1951 – Aj, som katten
- 1956 – Mannen i den grå kostymen
- 1956 – Karusell
- 1957 – Hennes enda kärlek